# أمجد هوساوي (لاعب كرة قدم مواليد 2001)
أمجد هوساوي (مواليد 5 أبريل 2001) هو لاعب كرة قدم سعودي.

## مسيرة اللاعب
لعب سابقاً في الفئات السنية في نادي الوحدة ونادي الأسياح ونادي التعاون و لعب بعدها مع نادي قلوة ونادي وج ونادي النعيرية.